# Guaguancó
El guaguancó es un ritmo que se originó en La Habana, Cuba, coincidiendo con la abolición de la esclavitud en la isla en 1886. El guaguancó es una de las formas de la rumba y contiene una fusión de varios rituales afro-cubanos. Las otras dos variedades importantes de la rumba son el Yambú y la Columbia.

## El ritmo y la danza
El guaguancó, por lo general con textos anónimos, es interpretado con tres tumbadoras y por un tipo de caja de madera percutida con palillos o con las manos, llamada cajón. A los percusionistas se les agrega un coro que responde a un solista.
Los bailadores presentan una coreografía en la que el hombre persigue a la mujer con movimientos sumamente eróticos. Ella, aunque en un primer momento lo rechaza, al final lo consiente. Este acto, que representa la "conquista" del hombre a la mujer, recibe el nombre del vacunao.
Las composiciones más antiguas, denominadas "guaguancó del tiempo de España", se corresponden con el fin de la era colonial española en Cuba.

## Sincretismo en el guaguancó
El guaguancó es fruto de un sincretismo de influencias africanas y españolas. Esta última presencia se nota sobre todo por el empleo de textos basados en décimas. A decir de Mongo Santamaría, célebre "rumbero", el guaguancó surgió cuando los afro-cubanos intentaron cantar flamenco.[cita requerida]